# (474033) 2016 GQ181
(474033) 2016 GQ181 es un asteroide perteneciente al cinturón de asteroides, descubierto el 12 de mayo de 2007 por el equipo del Mount Lemmon Survey desde el Observatorio del Monte Lemmon, Arizona, Estados Unidos.

## Designación y nombre
Designado provisionalmente como 2016 GQ18.

## Características orbitales
2016 GQ181 está situado a una distancia media del Sol de 2,773 ua, pudiendo alejarse hasta 3,325 ua y acercarse hasta 2,220 ua. Su excentricidad es 0,199 y la inclinación orbital 10,89 grados. Emplea 1686 días en completar una órbita alrededor del Sol.

## Características físicas
La magnitud absoluta de 2016 GQ181 es 16,429.